# Tiellandtspad
Het Tiellandtspad is een pad in de Nederlandse plaats Houten. Het pad loopt vanaf de "Vikingenpoort" tot aan het "Imkerspad". Er bevinden zich enkele monumentale boerderijen aan het Tiellandtspad.
Zijstraten van het Tiellandtspad zijn de "Florijnslag", "Romeinenpoort", "Guldenslag", "Batavenpoort" en het Lupine-oord.
Het Tiellandtspad heeft zijn naam te danken aan de hofstede/woontoren Tiellandt die hier ergens in het wijk heeft gestaan.

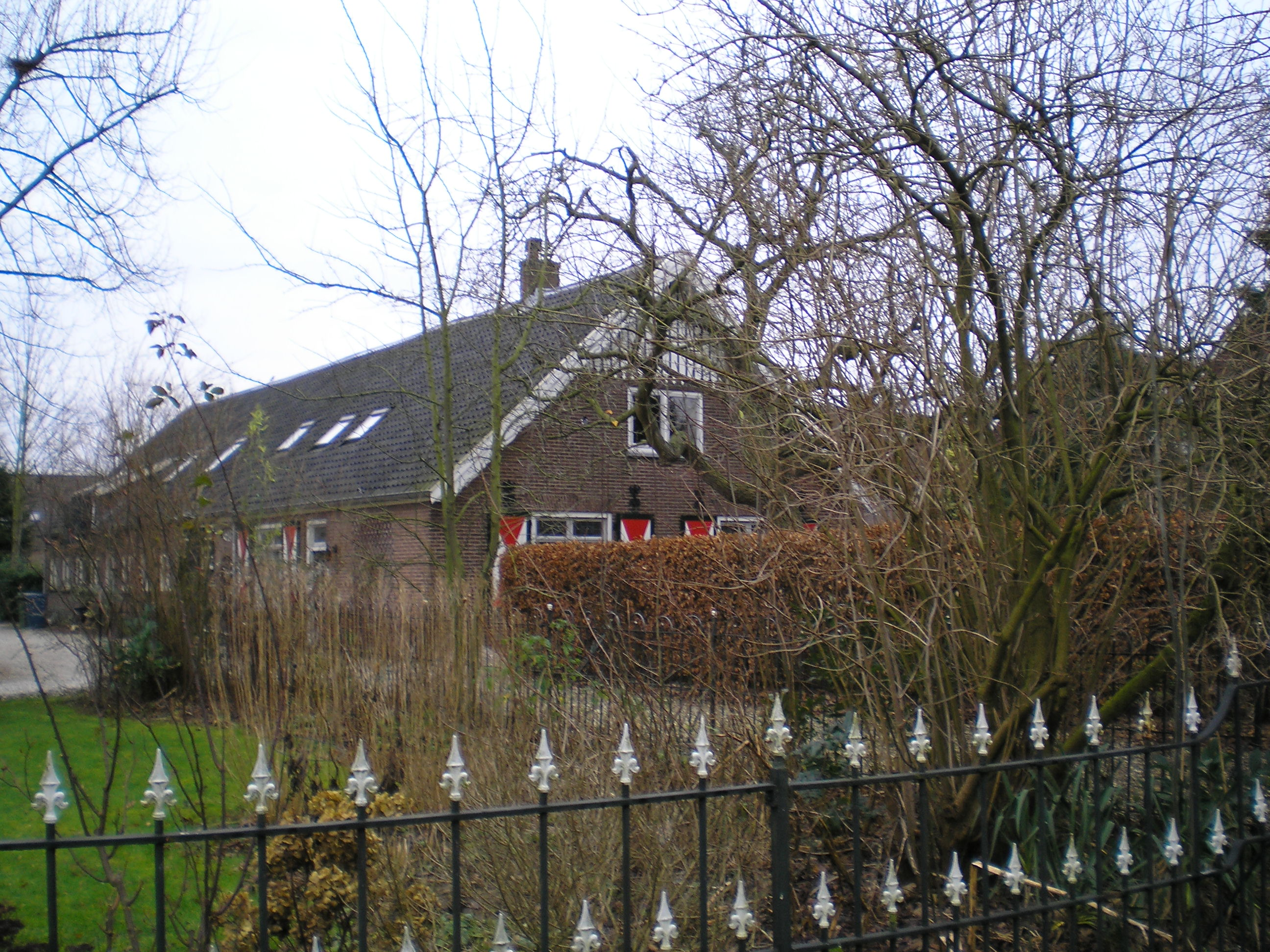
Boerderij aan het Tiellandtspad 20 te Houten (monument)

Beusichemseweg ·
Burgemeester Wallerweg ·
De Poort ·
Heemsteedseweg ·
Herenweg ·
Houtensewetering ·
Koningin Julianastraat ·
Loerikseweg ·
Lupine-oord ·
Notengaarde ·
Oud Wulfseweg ·
Plein ·
Prins Bernhardweg ·
Staatsspoor ·
Stationserf ·
Tiellandtspad ·
Vlierweg ·
Weteringhout